# Порт-о-Порт-Іст
Порт-о-Порт-Іст (англ. Port au Port East) — містечко в Канаді, у провінції Ньюфаундленд і Лабрадор.

## Населення
За даними перепису 2016 року, містечко нараховувало 579 осіб, показавши скорочення на 3,2%, порівняно з 2011-м роком. Середня густина населення становила 23,4 осіб/км².
З офіційних мов обидвома одночасно володіли 25 жителів, тільки англійською — 555.
Працездатне населення становило 49,5% усього населення, рівень безробіття — 23,1% (23,1% серед чоловіків та 26,9% серед жінок). 88,5% осіб були найманими працівниками, а 3,8% — самозайнятими.
Середній дохід на особу становив $33 919 (медіана $26 320), при цьому для чоловіків — $39 180, а для жінок $28 987 (медіани — $30 315 та $23 168 відповідно).
25,7% мешканців мали закінчену шкільну освіту, не мали закінченої шкільної освіти — 22,9%, 50,5% мали післяшкільну освіту, з яких 24,5% мали диплом бакалавра, або вищий.
| Статево-вікова структура населення | Статево-вікова структура населення | Статево-вікова структура населення | Статево-вікова структура населення | Статево-вікова структура населення |
| ---------------------------------- | ---------------------------------- | ---------------------------------- | ---------------------------------- | ---------------------------------- |
|                                    |                                    |                                    |                                    |                                    |
| Всього                             | Всього                             | 48,7%51,3%                         |                                    |                                    |
| 0 — 14 років                       | 0 — 14 років                       |                                    | 12,2%                              | 12,2%                              |
| 15 — 64 років                      | 15 — 64 років                      |                                    | 60,9%                              | 60,9%                              |
| 65 і більше                        | 65 і більше                        |                                    | 27%                                | 27%                                |
| 85 і більше                        | 85 і більше                        |                                    | 1,7%                               | 1,7%                               |
| Середній вік (років)               | Середній вік (років)               | 49,347,2                           | 48,2                               | 48,2                               |
| Медіана (років)                    | Медіана (років)                    | 53,952,1                           | 53,2                               | 53,2                               |
| — чоловіки — жінки                 |                                    |                                    |                                    |                                    |

| Походження мешканців:     | Походження мешканців:     | Походження мешканців: | Походження мешканців: | Походження мешканців: |
| ------------------------- | ------------------------- | --------------------- | --------------------- | --------------------- |
| Походження                |                           |                       | осіб                  | %                     |
| Корінні американці        | Корінні американці        |                       | 315                   | 52.94%                |
| Інше північноамериканське | Інше північноамериканське |                       | 235                   | 39.5%                 |
| Європейське               | Європейське               |                       | 380                   | 63.87%                |
| британське                | британське                |                       | 250                   | 42.02%                |
| французьке                | французьке                |                       | 225                   | 37.82%                |

| Зайнятість населення за галузями (за класифікацією NOC): | Зайнятість населення за галузями (за класифікацією NOC): | Зайнятість населення за галузями (за класифікацією NOC): | Зайнятість населення за галузями (за класифікацією NOC): | Зайнятість населення за галузями (за класифікацією NOC): |
| -------------------------------------------------------- | -------------------------------------------------------- | -------------------------------------------------------- | -------------------------------------------------------- | -------------------------------------------------------- |
|                                                          |                                                          |                                                          |                                                          |                                                          |
| Управління                                               | Управління                                               |                                                          | 10,4%                                                    | 10,4%                                                    |
| Бізнес, фінанси та адміністрування                       | Бізнес, фінанси та адміністрування                       |                                                          | 16,7%                                                    | 16,7%                                                    |
| Природничі та прикладні науки                            | Природничі та прикладні науки                            |                                                          | 6,3%                                                     | 6,3%                                                     |
| Охорона здоров'я                                         | Охорона здоров'я                                         |                                                          | 4,2%                                                     | 4,2%                                                     |
| Освіта, правозахист, муніципальні та урядові служби      | Освіта, правозахист, муніципальні та урядові служби      |                                                          | 14,6%                                                    | 14,6%                                                    |
| Роздрібна торгівля та послуги                            | Роздрібна торгівля та послуги                            |                                                          | 29,2%                                                    | 29,2%                                                    |
| Гуртова торгівля, транспорт та обладнання                | Гуртова торгівля, транспорт та обладнання                |                                                          | 18,8%                                                    | 18,8%                                                    |
| Природні ресурси, сільське господарство                  | Природні ресурси, сільське господарство                  |                                                          | 4,2%                                                     | 4,2%                                                     |

## Клімат
Середня річна температура становить 3,6°C, середня максимальна – 18,9°C, а середня мінімальна – -11,8°C. Середня річна кількість опадів – 1 382 мм.
| Клімат поселення                              | Клімат поселення | Клімат поселення | Клімат поселення | Клімат поселення | Клімат поселення | Клімат поселення | Клімат поселення | Клімат поселення | Клімат поселення | Клімат поселення | Клімат поселення | Клімат поселення | Клімат поселення |
| Показник                                      | Січ.             | Лют.             | Бер.             | Квіт.            | Трав.            | Черв.            | Лип.             | Серп.            | Вер.             | Жовт.            | Лист.            | Груд.            |                  |
| Середній максимум, °C                         | −2,62            | −3,64            | 0,05             | 4,89             | 9,57             | 14,36            | 17,82            | 18,92            | 14,72            | 9,43             | 4,67             | −0,55            |                  |
| Середня температура, °C                       | −6,73            | −7,74            | −4,07            | 0,80             | 5,46             | 10,27            | 14,49            | 15,62            | 11,39            | 6,11             | 1,34             | −3,88            |                  |
| Середній мінімум, °C                          | −10,82           | −11,83           | −8,15            | −3,3             | 1,36             | 6,17             | 11,16            | 12,26            | 8,06             | 2,77             | −1,98            | −7,24            |                  |
| Норма опадів, мм                              | 135              | 105              | 95               | 77               | 100              | 101              | 112              | 118              | 137              | 137              | 132              | 133              |                  |
| Середньомісячна швидкість вітру, м/с          | 6.52             | 6.03             | 5.79             | 5.39             | 4.79             | 4.43             | 4.09             | 4.19             | 4.68             | 5.17             | 5.69             | 6.28             |                  |
| Середньомісячна сонячна радіація, кДж/м²·день | 3645             | 6586             | 10906            | 14665            | 17901            | 19432            | 18926            | 16067            | 11840            | 7155             | 3864             | 2748             |                  |
| --------------------------------------------- | ---------------- | ---------------- | ---------------- | ---------------- | ---------------- | ---------------- | ---------------- | ---------------- | ---------------- | ---------------- | ---------------- | ---------------- | ---------------- |
| Джерело:                                      |                  |                  |                  |                  |                  |                  |                  |                  |                  |                  |                  |                  |                  |